# Exechia pectinata
Exechia pectinata är en tvåvingeart som beskrevs av Ostroverkhova 1979. Exechia pectinata ingår i släktet Exechia och familjen svampmyggor. Inga underarter finns listade i Catalogue of Life.